# FC Urartu
FC Urartu (Armeens:Ուրարտու Ֆուտբոլային Ակումբ, Futbolayin Akumb Urartu) is een Armeense voetbalclub uit de hoofdstad Jerevan.

## Geschiedenis

### Banants Kotaik/Jerevan
De club werd in 1992 opgericht als Banants Kotaik en eindigde in het eerste seizoen van de Armeense competitie op een derde plaats. Die plaats werd het volgende seizoen weer behaald en de club bleef goed presteren tot 1995 toen de club degradeerde. Daarna verhuisde de club naar de hoofdstad Jerevan, het duurde tot 2001 eer de club opnieuw in de hoogste klasse speelde. In 2002 eindigde de club opnieuw als derde. Voor de start van het seizoen 2003 fuseerde de club met Spartak Jerevan en bleef de naam Banants behouden. 
De fusieclub eindigde meteen als vicekampioen. De volgende twee seizoenen werd de club derde. In 2006 eindigde Banants gelijk met MIKA Asjtarak maar door een beter doelsaldo werd Banants vicekampioen en bemachtigde zo een UEFA-ticket voor het seizoen 2007/08.

### FC Urartu
Per 1 augustus 2019 werd de club hernoemd tot FC Urartu.

## Erelijst
- Landskampioen

2001, 2014
- Beker van Armenië

1992, 2007, 2016, 2023
- Armeense supercup

2015

## In Europa
Banants Erevan/FC Urartu speelt sinds 1998 in diverse Europese competities. Hieronder staan de competities en in welke seizoenen de club deelnam:
- Champions League (4x)

1999/00, 2001/02, 2014/15, 2023/24
- Europa League (6x)

2009/10, 2010/11, 2011/12, 2016/17, 2018/19, 2019/20
- Conference League (4x)

2021/22, 2023/24, 2024/25, 2025/26
- Europacup II (1x)

1998/99
- UEFA Cup (7x)

2002/03, 2003/04, 2004/05, 2005/06, 2006/07, 2007/08, 2008/09
- Intertoto Cup (1x)

2000
FA Alasjkert · 
Ararat Jerevan · 
FC Ararat-Armenia ·
BKMA ·
Gandzasar Kapan ·
FC Noah ·
FC Pjoenik Jerevan · 
Sjirak Gjoemri ·
FC Urartu ·
FC Van ·
FC West Armenia